# (37958) 1998 HR57
1998 HR57 (asteroide 37958) é um asteroide da cintura principal. Possui uma excentricidade de 0.16612370 e uma inclinação de 1.79228º.
Este asteroide foi descoberto no dia 21 de abril de 1998 por LINEAR em Socorro.